# Bernhard Güntzel
Karl August Bernhard Güntzel (* 20. März 1833; † 21. Dezember 1892 in Wilmersdorf) war ein deutscher Kommunalpolitiker und Offizier.

## Leben
Bernhard Güntzel besuchte als Secondeleutnant im Ingenieur-Corps der 1. Ingenieur-Inspektion 1857 die Artillerie- und Ingenieurschule. 1859 kam er zur 2. Pionier-Abteilung. Er war 1863 als Premierleutnant zum Kommandanten Pillau kommandiert und gehörte weiterhin dem Ingenieur-Corps der 1. Ingenieur-Inspektion an. Auch 3 Jahre später war er in der gleichen Inspektion und erster Direktionsoffizier bei der Artillerie- und Ingenieurschule in Berlin, was er bis 1869 blieb. Ab 1870 diente er als Hauptmann bis mindestens 1872, weiterhin im Ingenieur-Corps, für die 2. Ingenieur-Inspektion im Pionier-Bataillon 5 (Glogau). 1876/77 war er von der 1. Ingenieur-Inspektion zum Kommandanten Königsberg kommandiert. Als Major und Ingenieur-Offizier vom Platz in Memel, was er ab 1879 war, wurde 1884 sein Abschiedsgesucht genehmigt und er als Oberstleutnant mit Pension zur Disposition gestellt.
Von 1886 bis zu seinem Tod 1892 war Güntzel Amts- und Gemeindevorsteher der damals noch eigenständigen Gemeinde Wilmersdorf bei Berlin. Während seiner Amtszeit engagierte er sich für die städtebauliche Entwicklung Wilmersdorfs.
Die genaue Todesursache Güntzels ist nicht überliefert, er verstarb im Alter von 59 Jahren. Sein Nachfolger im Amt war Friedrich Stork.

## Ehrungen
Nach seinem Tod wurde 1893 zu Ehren Güntzels die Güntzelstraße in Berlin-Wilmersdorf, vormals Königsberger, Garten- und Hannoversche Straße, sowie der 1971 eröffnete U-Bahnhof Güntzelstraße benannt. Um 1890 bewohnte er die „Villa Güntzel“ in der Gasteiner Straße.